# Euchloe aegyptiaca
Euchloe aegyptiaca är en fjärilsart som beskrevs av Ruggero Verity 1911. Euchloe aegyptiaca ingår i släktet Euchloe och familjen vitfjärilar. Inga underarter finns listade i Catalogue of Life.